# Pontus Klänge
Rolf Pontus Klänge, född 28 juli 1964 i Högalids församling i Stockholm, är en svensk film- och TV-regissör. Han är bland annat verksam som regissör i Beck-serien, där han i dagsläget (augusti 2023) har regisserat sex filmer, med start från säsong 7 (2020/2021). Han har också varit verksam i en del andra produktioner, bland annat i TV-serierna Emma åklagare och Rederiet.

## Filmografi (i urval)

### Filmer
- 2013 – Lasse-Majas detektivbyrå – von Broms hemlighet
- 2014 – Lasse-Majas detektivbyrå – Skuggor över Valleby
- 2015 – Lasse-Majas detektivbyrå – Stella Nostra
- 2020 – Beck – Undercover
- 2020 – Beck – Utom rimligt tvivel
- 2021 – Beck – Ett nytt liv
- 2022 – Beck – Rage Room
- 2023 – Beck – Quid Pro Quo
- 2023 – Beck – Inferno

### TV-serier
- 1995–1996 – Tre Kronor (TV-serie)
- 1997 – Emma åklagare (TV-serie)
- 1998 – Rederiet (TV-serie)
- 1998 – S:t Mikael (TV-serie) (med tilläggstiteln Traumaenheten)
- 2008 – Höök (TV-serie)
- 2015 – Arne Dahl: Efterskalv (TV-serie)
- 2016–2018 – Springfloden (TV-serie)
- 2019 – Limboland (TV-serie)
- 2020 – Advokaten (TV-serie)